# 笑福亭晃瓶のほっかほかラジオ
『笑福亭晃瓶のほっかほかラジオ』（しょうふくていこうへいのほっかほかラジオ）は、KBS京都のラジオ番組。1998年4月6日(月)にスタートし、毎週月曜日〜金曜日の朝6:30-10:00に帯番組として放送されている。愛称ほかラジ（ほからじ）。

## パーソナリティ

### メインパーソナリティ
- 笑福亭晃瓶

### アシスタント
- 中村薫

## 概要
メインパーソナリティーの笑福亭晃瓶とアシスタントの中村薫の二人がパーソナリティで、真面目な話から面白おかしい話までを取り上げる情報バラエティー番組である。KBS京都本社4階第2スタジオ（ふれあいスタジオ 2Studio FUREAI）から生放送される。番組開始当初は第1スタジオからの生放送であったが、晃瓶曰く、番組ディレクターが「俺向こう(第2スタジオ)がいい！」とわがままを言ったので、第2スタジオから生放送をする事になったのだという。
番組のテーマは「ふれあい・家族・地域」などである。「朝は一日のスタート地点。だからこそ、食卓での家族との会話のように和やかで、笑いにあふれて、心がほっかほかあたたまる番組をリスナーに届けたい」。
番組名は「ほっかほっかラジオ」ではなく「ほっかほかラジオ」である。「ほっかほっかラジオ」にしたかったが、持ち帰り弁当会社からのクレームの可能性を考慮し「ほっかほかラジオ」にした。
番組冒頭のタイトルコールは、番組開始時に録られたものである。薫が「笑福亭晃瓶の」、晃瓶が「ほっかほかラジオ」とコールする。このタイトルコールは番組の合間でも使用される。現在のオープニング曲はジャクソン5 - I Want You Back（邦題　帰ってほしいの）だが、途中でABCに変わっていく。イベントも番組同様にタイトルコールと I Want You Back で始まり、晃瓶・薫が登場する。オープニングトークは現在は20分程度だが当初は5分程度だった。番組内のニュース(かつては京都新聞ニュース)は中村が読み上げる。当初は番組内で曲をかけていたが、現在は番組で曲をかけない。その理由を晃瓶は「曲をかけるのが嫌いな訳ではなく、話す内容が多すぎて、曲をかけてる余裕がない。」と、2020年10月16日(金)の放送で語っている。
2011年4月からサンクロレラの時報スポットCMが入るようになったが、始めのうちは晃瓶の声が途中で切れて時報スポットCMに入っていた。
ふたりのパーソナルが明かされるにつれ、番組のボケ役とツッコミ役が入れ替わるという事態が発生した。それは、番組がもつナチュラルな雰囲気のなかで、それぞれが本当の自分をさらけだした結果である。仮面を脱ぎ捨てたふたりのかけあいは、さらにおもしろさをヒートアップさせ、熱烈なファンを生み出していった。
晃瓶がツアーと病気で休んだ時は、おとうと弟子の笑福亭瓶太が代打を務めた。オーストラリアツアーに行く前から体調のよくなかった晃瓶は帰国直後に急性胃腸炎で即入院。翌々日から復帰した（朝4時に病室を出てスタジオに通った）。なお、番組初ツアーであったそのツアーに薫は参加しなかった。薫が産休中は中野栄美子（松竹芸能）、病気などで休んだ時は下村委津子（オフィスキイワード）、柴田幸子（3ヵ月）、上釜ゆき子、久米村直子が代役でアシスタントを務めた。
2003年4月〜2004年3月までは、「笑福亭晃瓶のあさいちよ〜いドン!」（月曜日〜金曜日、6:30-7:30）と「ほっかほかラジオ」（月曜日〜木曜日、7:30-11:00）の2部構成であった。なお、あさいち金曜日は「いくよ・くるよのはりきりフライデー」（金曜日、7:30-12:00）までのつなぎ番組となったが、内容が「ほっかほかラジオ」と変わらず1年で終了し、2004年4月からは「戸田順子のモーニングステーション」（金曜 6:30-7:30  2004年4月～2006年3月） が始まった。
2005年4月の番組改編に伴いラジオカーレポートは3月をもって終了となり、島崎鮎美（真木ひろかは、前年の9月末で降板）は番組を降板した。それと同時に放送時間も6:30-11:00までの放送が6:30-10:00までに短縮される（1時間短縮だが、元々放送開始当初は6:30-10:00までの番組だった）。
2006年4月からは、月曜日から木曜日までの放送が、「いくよ・くるよのはりきりフライデー」「戸田順子のモーニングステーション」の終了に伴い、月曜から金曜日までに放送枠が拡大された。
2006年、ほっかほかラジオの農園「こうへい・かおるのとれたてPATCH」を宇治市で始める。「みんなと一緒にじっさいに畑づくりをしたい。とくに、定年を迎えて何をしたらいいのか途方に暮れるおとうさんたちに、土いじりを通して元気になってほしい」という晃瓶＆薫の強い思いから誕生した。
2009年、祝日に行われていた電話でのメッセージの受付「ホット電話」がなくなる。多い時で女子大生3人がしていた。これに伴い、電話は「早川一光のばんざい人間」だけになった。
2010年9月20日(祝・月)、福知山市三段池公園総合体育館から番組初の公開生放送。番組途中8時15分頃から公開。公開生放送は「笑福亭晃瓶のあさいちよ〜いドン!」ではあったが、「ほっかほかラジオ」ではなかった。本社スタジオは梶原誠が担当。
2011年4月15日(金)、まんぷくおにぎり米都が朝市で「京都　晃瓶・薫のまっちゃんほうちゃんおにぎり」を発売する。
2011年5月10日(火)に放送3000回を迎えた。早川一光との対談、桂塩鯛との対談を放送。「なんかちょうだいクイズ」実施。
2011年5月20日(金)、KBSホールから番組2回目の公開生放送。8時半前から公開。「ラジオで、つなぐ。チャリティイベント〜京都からの発信〜」の一環。本社スタジオは澤武博之が担当。「まっちゃんほうちゃんおにぎり」1000個突破。妹尾和夫のパラダイスKyotoも12時半から公開生放送。
2011年6月12日(日)13時から14時、「笑福亭晃瓶のほっかほかラジオ〜ご縁まちスペシャル〜」が元植柳小学校に開かれた「ご縁まちマルシェ」から公開生放送。番組初のスペシャル。「ほっかほかラジオ」の放送回数にはカウントしない。
2011年10月12日(火)、「まっちゃんほうちゃんおにぎり」の3000個突破を発表。
2011年12月23日(祝・金)、KBSホールから公開生放送。8時半前から公開。KBS京都開局60周年記念「サンクス60」の一環。6～8時台のニュースは薫、9時台のニュースは木村寿伸が担当。
2016年2月1日(月)、薫が6:30の本番開始時刻に間に合わず遅刻するハプニングが発生。6:33頃に到着したが、出演者の遅刻は番組開始以来初めての出来事であった。
2017年12月11日(月)、薫がまたもや寝坊により遅刻、 6:40に登場した。晃瓶がエンディングノートの話をしていた最中で、「中村さんには、始末書を書いてもらいます。」という、エンディングと始末をかけたうまいオチをつけた。
2020年10月16日(金)、第2スタジオ放送機器不良のため、放送開始40分後から急遽第1スタジオからの放送に切り替えられ、出演陣が第1スタジオへ移動する際、ばんばひろふみの『SACHIKO』がフルコーラスで流された。番組内で音楽が流されたのは久々の事であった。　
2023年１１月２３日には、祝日で、番組初の７時間半スペシャルとして、放送され、お昼の時間帯に二部に分けて、リスナー２０名も参加した。

## コーナー
- ほっかほか今朝の聞くサプリ（7:15頃）　-地域社会の気になる動きについて関係者に話を聞く。通常は電話での対話（まれにゲストがスタジオに来ることもある）。おふざけなしの真面目なコーナー。
- あんなー　そんでなー　きいてーな（7:40頃）　-小学生の声を聴いてみんなで癒しを味わおうとするコーナー。ラジオレターから幅を拡大した。
- あっちこっちほっかほか便り（8:08頃　提供：セレマ）　-日本全国あっちやこっちと色んな所にスポットライトをあて最新情報を伝える。週ごとにテーマをきめる場合がある。 かつて毎月第3金曜に開催されていた「ほっかほか朝市」（番組人気にあやかり「ふれあい朝市」から名称変更）の中継も行われていた(現在はイベント実施時のみの開催)。晃瓶と村上祐子がリポートしていた（以前は山崎弘士が1人でリポートしていたが遅刻し降板した）。
- 驚き桃の木ほっかほか（月曜〜木曜　8:35頃）　-リスナーと電話でトーク。番組開始当初からのコーナー。テーマ曲は「笑福亭晃瓶のほっかほかラジオSONG」。2010年には時間が短縮され、お知らせ（ショピング）が入るようになっていた。2016年3月28日より、9時台から8時台に移る。
  - うちの宿六　-公開で行われる時は「生宿六」と呼ばれる（生宿六は夫婦での登場も多い）
  - うちの家族
  - わたしの家族
  - わたしの日常
  - わたしのふるさと　-2011年開始
  - ぼくの日常
  - うちのかみさん　-2012年開始
  - わたしの人生　-2012年4月9日開始
- ほっかほかニュースペッパー（9:10頃。2016年3月28日より、8時台から9時台に移る。火曜日は放送なし）
  - 古塚幸一郎、宮本英樹、他報道部記者（隔週月曜　祝日除く）  -京都または滋賀のお話、他TPPなどの時事問題も。大きい選挙の翌日は京都新聞社員やフリージャーナリスト関根英爾が出演することもある。
  - 金融教育プロデューサー國光幸人氏（電話出演）（水曜）
  - 世界のニュース（隔週月曜） 事件・事故のニュースを伝えるのではなく、思わずクスっと笑ってしまうような各国の出来事を伝える。
  - 京都新聞論説委員（まれにKBS京都報道部記者）（木曜　祝日除く）　-難しいニュースをよりわかりやすく伝える、他
  - ラジコプレミアム特派員（金曜）　　ラジコプレミアムのリスナーと電話して、日本全国の様々な情報を伝える。2025年３月現在、４１号までいる。現在、特派員がいないのは、青森県、岩手県、山形県、宮城県、群馬県、栃木県、埼玉県、長野県、山梨県、富山県、石川県、福井県、鳥取県、岡山県、徳島県、愛媛県、長崎県、佐賀県、宮崎県、鹿児島県である。
  - 主な特派員
  - ２号　あっきゃんさん　北海道札幌市
  - ３号　アスリート学さん　千葉県千葉市
  - １１号　磐田の和尚さん　静岡県磐田市
  - １９号　太っちょ軍曹さん　新潟県魚沼市
  - ２６号　レイチェルさん　広島県広島市
  - ２８号　ハチマキおじさん　岐阜県揖斐郡
  - ３６号　おかずのりさん♪  東京都世田谷区
  - ３８号　会津のノブさん　福島県会津若松市
- ごめんなすって！ちょっといっぷく（9:32頃）　-ゲストをスタジオに招く（電話の場合あり）
- 薫のとっておき、教えたろうか【月曜】　　主に、ぶらぶら歩きのご案内
- 生きた植物の博物館【月一火曜】
- おはよう百人一首【月一火曜】　　　　　　ゲスト　林和清
- そうだ、本屋さん行こう【隔週水曜】　　　ゲスト　洞本昌哉
- 石ふしぎ大好き【隔週水曜】
- 松竹芸能から【隔週木曜】
- お城を知ろう【隔週金曜】ゲスト　本岡勇一
- 己沙呼の健康ランド【隔週金曜】
- ほっかほかふれあい広場（9:32頃 不定期）リスナーから届いた「イラッとした話」を紹介するコーナー。紹介されると千社札がもらえる。第５週のみ放送

## 番組内のミニ番組
- 畑中秀哉の情報宝島（7:34頃） - ニッポン放送制作情報番組。録音。2013年4月よりネット開始。
- 武田鉄矢・今朝の三枚おろし（8:17頃）　-文化放送制作。録音。

## 番組内のラジオショッピング
- 良ーい品ゴー　快適生活ラジオショッピング（8:00　月曜〜金曜　祝日、年末年始、8月中旬除く　ない日もあり）
- ジャパネットたかたラジオショッピング（9:00頃　月曜〜木曜　祝日、年末年始、8月中旬除く　提供：ジャパネットたかた）
- 着る岩盤浴BSファイン加茂繊維株式会社　角野充俊　-「Common元気！（カモン元気！）」（2009/04/02-2009/12/31 木曜 21:30 - 22:00）
- 栄光フーズ　-黒にんにく酢、グルコサミンVデラックス

他

## 終了したコーナー
- 風が吹けば桶屋がもうかおる（2012年2月10日 - 3月30日　金曜）あるリスナーからの提案で開始
- 毎週火曜は米都の日　まんぷくおにぎり米都のコーナー　-米都のおにぎりのPR。「まっちゃんほうちゃんおにぎり」4000個を販売。2010年11月2日-2012年3月27日。
- 音楽を楽しもう（都もはんなりおこしやす 第2木曜 月2回の時期もあり）　-下鴨総合音楽教室。2009年4月-2012年3月8日(3年間)。2012/4/30ゴールデンウィーク親子スペシャル。
- 薫の人の気持ちが何だっ　-リスナーからオリジナリティーのあるシチュエーションを募り、中村が人の気持ち以外の気持ち（リンゴの気持ち、スーツの気持ちなど）になり一言。テーマ曲は並木路子のリンゴの唄。2011年8月5日-2012年2月3日
- 国文祭はんなりおこしやす（提供：第26回国民文化祭京都市実行委員会） - 2011年8月29日-9月15日
- 薫の悪行三昧日記
- 節電アイデアのコーナー
- ほっかほかいろは選び
- 週ごとにテーマを決めメッセージを募るコーナー
- ほっかほかラジオレターちょっときいてーな
- 知っとこ滋賀
- トヨタスポーツ
- はなまるラジオショッピング
- ラジオカーレポート
- 薫のめざせ！京都通　-中村薫が、さまざまなお稽古ごとに奮闘するコーナー
- 今日のほっかほか運勢
- ほっかほか玉手箱
- 薫のビューティフルモーニング
- NISSANビジネスサポートトピックス（提供：NISSAN）
- 春夏秋冬暦だより
- ハグクミプロジェクト ほっかほかラジオレター
- プライムラジオショッピング（金曜／提供：プライム）
- 火曜市チェック（第一・第三火曜／提供：AEON）
- ほっかほかためして現金運だめし
- ほっかほか経済塾　-日本銀行京都支店長出演の経済コーナー
- 拝啓まずは手紙まで
- 都（きょう）のおしながき
- ほっかほか健康サロン  デイリー漢方へようこそ～（漢方の健伸堂薬局）　-2004年4月9日-6月29日
- ほっかほか諺（2012年4月6日 - 2016年3月25日　金曜）丹羽裕子が諺を紹介したことがきっかけで始まる。
- ＠おどろく.com（9:32頃）　-ゲストをスタジオに招く（電話の場合あり）
- 「歩くまち・京都」タイム　(7:00頃、木・金曜日のみ)
- ほっかほか 噺の朝ごはん（7:15頃）　-地域社会の気になる動きについて関係者に話を聞く。通常は電話での対話（まれにゲストがスタジオに来ることもある）。おふざけなしの真面目なコーナー。

他

## 番組イベント
2009年12月12日(土)、「洛楽寄席 番外編〜白帯三姉妹再登場〜」（KBSホール）。
2009年12月23日(祝・水)、「六盛」でお食事会。「うちの宿六」（生宿六）がKBS京都開局58周年記念番組「サンクス58」で14時頃から生中継。
2010年1月23日(土)、野洲ほほえみ乃湯Presents「ほっかほかラジオ新春大笑いスペシャル」（野洲文化小劇場）。
2010年4月16日(日)、「健康と美フェスタ2010」（京都パルスプラザ）で10時半から公開録音。「驚き桃の木ほっかほか　ウチの宿六」（生宿六）が公開録音され、後日放送される。
2010年6月29日(火)、砂糖は笑顔のエネルギー「砂糖と健康セミナー」（おごと温泉　琵琶湖グランドホテル　京近江2階　京錦の間　主催：糖業協会）　-番組が窓口ではあったがKBS京都が後援も協力もしていないため正確には番組イベントではない
2010年8月21日(土)「ほっかほか晃瓶・薫 数えで100歳上寿記念パーティ2010」（リーガロイヤルホテル京都）。「ほっかほか薫・晃瓶音頭」（作詞:岸富夫 作曲:ハンドウォーマーズ）初披露。晃瓶は奥田祐斎作の猫またぎをあしらった浴衣で登場。
2010年10月25日(月)、「薫のフラワーアレンジメント教室」（菱屋町商店街）。
2010年10月30日(土)、「サン・クロレラPresents ほっかほかラジオ秋のお笑い収穫祭」（KBSホール）。「山崎弘士のGOGOリクエスト」で14時から14時50分頃まで公開生中継。「驚き桃の木ほっかほか〜うちの宿六」（生宿六）が公開録音され、後日放送された。
2011年2月12日(土)、「野洲ほほえみ乃湯Presents 笑福亭晃瓶のほっかほかラジオ 元気いっぱい！初笑いスペシャル」（野洲文化大ホール）。900名の募集だったが、数日で約1300人もの応募が殺到。
2011年8月20日(土)、「笑福亭晃瓶のほっかほかラジオ3000回記念納涼夏祭り〜おばけもでるかも〜」（KBSホール）。「ほっかほかラジオ」からは、晃瓶、薫、丹羽が出演。晃瓶と薫が漫才を初披露。
2011年10月16日(日)、「『笑福亭晃瓶のほっかほかラジオ』3000回突破　二人合わせて満百歳！ご長寿だね！秋の感謝パーティーinリーガロイヤルホテル京都」。
2011年11月5日(土)、サン・クロレラPRESENTS「秋のほっかほかお笑い健康市」（KBSホール）。「山崎弘士のGOGOリクエスト」で14時から14時50分前まで公開生中継。
2012年4月21日(土)、「健康と美フェスタ2012」（京都パルスプラザ）で10:30～11:00。「驚き桃の木ほっかほか　うちの宿六」（生宿六）が公開録音され、後日放送される。
他に、集花園とのコラボレーションで京福嵐山駅での公開フラワーアレンジメント（初回2011年6月6日）、毎年11月下旬～12月初旬にクリスマスリース教室（初回2006年11月30日）。らくたびとのコラボレーションで月1回の「見習いガイド　薫のおき・らくたび」（初回2009年7月13日）。
晃瓶の落語会「洛楽笑会」はKBS京都後援の番組イベントとしてスタートし、当初は三兄弟（晃瓶、純瓶、達瓶）のものだった。

## 番組ツアー
2000年秋頃、「オーストラリアツアー」（薫は不参加）
2009年3月27日（金）〜29日（日）、「北九州・下関・萩・津和野の旅」。中村が落語「動物園」を再披露。
2010年3月12日（金）〜14日（日）、「ほっかほかラジオ笑福亭晃瓶＆中村薫と行く　箱根・横浜・東京　2泊3日の旅」
2011年3月11日（金）〜13日（日）、「ほっかほかラジオ笑福亭晃瓶＆中村薫と行く　南国リゾート沖縄　3日間の旅」
2012年3月9日（金））〜11日（日）、「ほっかほか東北応援ツアー　宮城・岩手　3日間の旅」

他

## 笑福亭晃瓶のほっかほかラジオSONG
朝日浴びて　自転車漕いで

あなたは気づいてないかもね

いってらっしゃいの　その後に

背中にかける　その言葉

ほっかほか　ほっかほか

あなたも　わたしも

ほっかほか　ほっかほか

はんなり笑顔が　花開く

（作詞、作曲、歌ハンドウォーマーズ　合いの手 晃瓶＆薫　2007年）
- 「驚き桃の木ほっかほか」のオープニングとエンディングで使用している。
- CD「ハンドウォーマーズ/湯たんぽぽ」に-Bonus Track-"「笑福亭晃瓶のほっかほかラジオ」驚き桃の木ほっかほかコーナーのテーマソング"として収録。
- ハンドウォーマーズは2010年にも「ほっかほか薫・晃瓶音頭」を手がけた。

## 番組時間の移り変わり
- 1998年10月〜2003年3月（月曜－木曜 6:30-10:00）（一時期は6:30-9:45）
- 2003年4月〜2004年3月：（月曜－木曜 7:30-11:00）
- 2004年4月〜2005年3月：（月曜－木曜 6:30-11:00）
- 2005年4月〜：（月曜－木曜 6:30-9:50）
- 2006年4月〜：（月曜－金曜 6:30-9:50）月～金曜日に拡大
- 2006年10月〜：（月曜－金曜 6:30-9:59）

放送時間は、KBS京都の都合で改編時以外でも度々変わる。
- 朝ワイド番組の移り変わり

お早うキンキ、ハイハイ福郎です（1973年4月～1981年3月、8:00- 、アシスタント鈴木美智子4年、梨木加陽子） - 山崎弘士のおはようサンシャイン（1981年～、アシスタント塩見祐子） - 小南陵のおはようサンシャイン（～1984年3月、アシスタント塩見祐子） - 武部宏のおはようサンシャイン（1984年4月～1987年6月末） - つボイノリオのおはようアドベンチャー（1987年7月～1992年3月、アシスタント曽和伸子、塩見祐子ほか） - 諸口あきらのフレッシュモーニング（アシスタント塩見祐子、水野潤子） - めざましRadio - 西村寿一のめざましRadio - 笑福亭晃瓶のほっかほかラジオ

## 歴代ラジオカーレポーター
- 上釜ゆき子（ゆっこちゃん）〜2000年3月末まで（月、火曜日）　-西村寿一のめざましRadioからの継続
- 野村朋未（のんちゃん）〜2000年3月末まで（水、木曜日）　-西村寿一のめざましRadioからの継続
- 今達一九子（いっちゃん）2000年4月〜2004年3月末（月、火曜日）　-イベントで「ほっかほか薫・晃瓶音頭」の振り付けを担当
- 三輪英理子　2000年4月〜2001年3月末（水、木曜日）
- 岩見知香（ちかちゃん）2001年4月〜2004年3月末（水、木曜日）
- 真木ひろか（ひろかちゃん）2004年4月〜2004年9月末（月、水曜日）
- 島崎鮎美（あゆちゃん）2004年4月〜2005年3月末

ラジオカーではないが2012年7月17日、三崎智子（セイ）が祇園祭のリポートを8:40から9:50にかけ4回入れる。